# MBDA Otomat
El Otomat es un misil antibuque subsónico diseñado y fabricado conjuntamente por las empresas OTO Melara (Italia) y Matra (Francia) a principios de los setenta y entrando en servicio a finales de la misma década. En 2007 es construido por la empresa europea MBDA. Tiene características que lo diferencian de sus contemporáneos, ya que es impulsado por dos cohetes aceleradores de combustible sólido en la etapa de lanzamiento. Luego es propulsado por una turbina Turbomecca. Se distingue por ser uno de los pocos que tiene capacidad para alcanzar objetivos más allá del alcance visual, cruzando el horizonte y llegando a los 180 km de distancia. Utilizado por muchos países de todo el mundo, es una excelente opción para defensa costera y protección de buques de alto valor militar. El misil se transporta, completo, dentro de una unidad contenedora/lanzadora.
El nombre del misil proviene de los nombres de los dos primeros constructores (OTO Melara y MATra), y a las versiones más nuevas se le ha agregado el término italiano Teseo.

## Funcionamiento

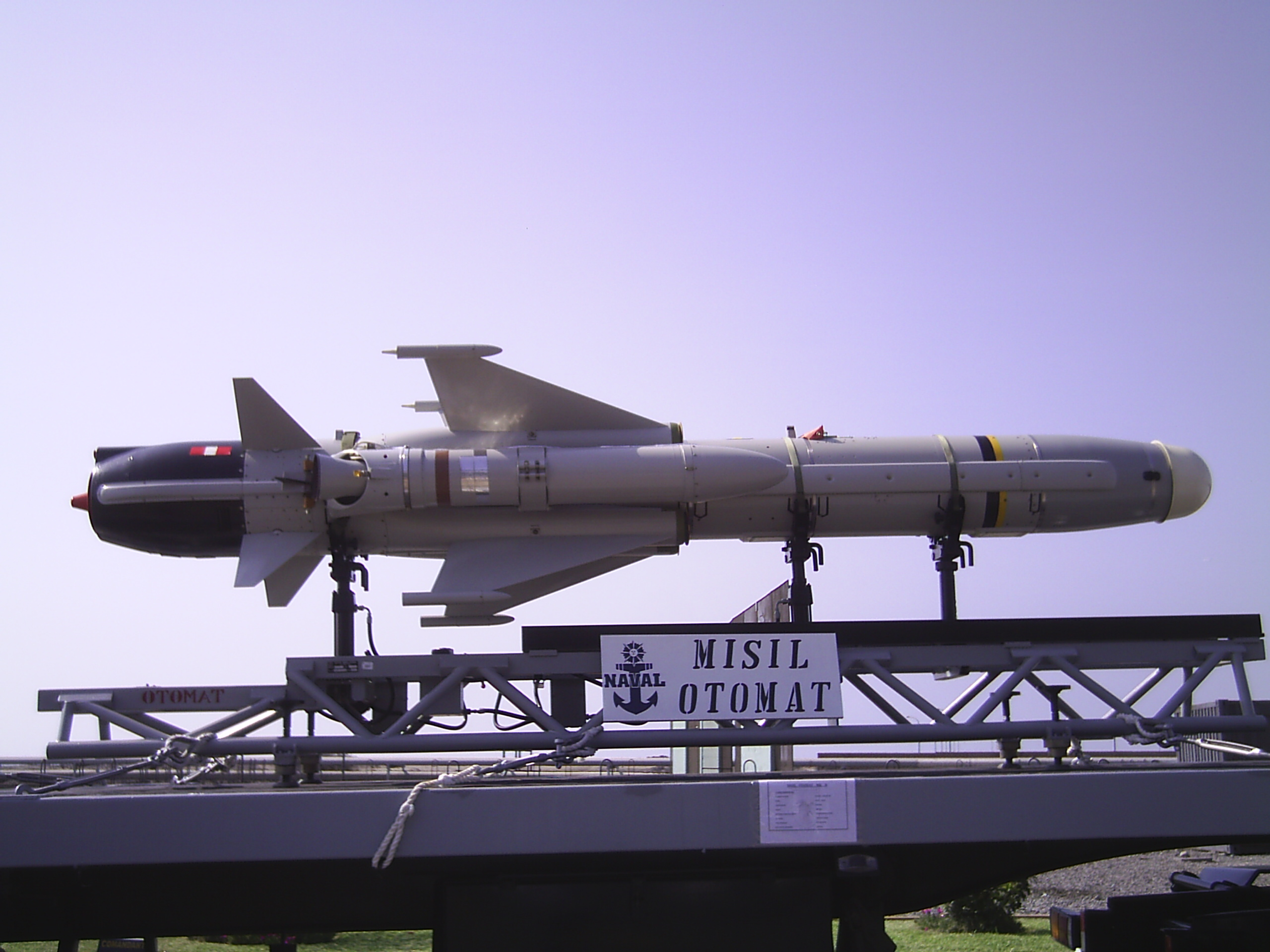
Otomat Mk.2 en servicio con la Armada del Perú. Tenga en cuenta los propulsores laterales y las tomas de aire en la mitad del fuselaje.

La posición del blanco es introducida en la fase de lanzamiento a través de un "cordón umbilical", ubicado en el lanzador, que lo une al radar de búsqueda del buque portante. El radar de búsqueda obtiene las coordenadas del blanco y en una secuencia de lanzamiento (realizado por una consola de comando) se procesan dichas coordenadas que son "escritas" en el calculador del misil (CGN) instantes antes del lanzamiento.
Una vez encendidos los aceleradores, estos llevan al misil a su velocidad de crucero, momento en el cual se enciende el motor principal. Una de sus ventajas es que el misil puede ser lanzado en un ángulo de hasta 200° del rumbo actual del blanco, teniendo tiempo para anticiparse a sus movimientos. Esto es una gran ventaja ya que puede dispararse el misil sin tener asegurada la posición del blanco: solamente basta con tener un área más o menos precisa.
Ya en el aire, el Otomat trepa hasta los 250 metros de altura, avanza hacia su objetivo guiado por sistemas de iluminación externos. Como es un misil de largo alcance, necesita de helicópteros o buques de superficie que le indiquen el blanco cuando el vehículo lanzador ha desaparecido de su rango de detección. Esto sucede porque, debido a la curvatura de la Tierra, más allá de los 40 km de distancia es imposible darle órdenes al misil, ya que el aparato lanzador no puede "ver" al blanco, ya sea que utilice radares o cualquier otro sistema de detección. Durante el vuelo, la altura sobre el nivel del mar es mantenida por un altímetro. Los alerones del misil además de darle estabilidad sirven de timón para la navegación.
En un momento determinado, el misil baja repentinamente a los 20 metros de altura, comenzando a utilizar su propio radar activo para localizar y acerrojar el blanco a los 15 km de distancia. Cuando lo ha hecho, baja a los 10 metros y sigue su curso. En esta fase, los "consensos" electrónicos activan la cabeza de guerra (unos 210 kg de explosivos) que tiene características de penetración muy particulares pues al hacer contacto con el casco y perforar, las esquirlas mayores se dirigen hacia la parte baja de la línea de flotación (el misil por lo general penetra a la altura de la línea de flotación del blanco). El efecto destructivo se ve aumentado por el combustible líquido residual que queda en el tanque del misil (efectos incendiarios). La aproximación final se realiza bien rasante, a 3 m s. n. m.

## Nuevas versiones y países compradores
El Otomat es un gran misil, con capacidades que lo hacen bastante solicitado en el mercado internacional, a pesar de no ser tan famoso como el Exocet o el Harpoon, diseños más divulgados entre las marinas del mundo y que han participado en conflictos armados intensamente. OTO-Melara ha desarrollado una versión mejorada, el Otomat Mk.2, que tiene un alcance de hasta 180 km que ya no necesita al helicóptero , proveyendo así una enorme capacidad de defensa y ataque más allá del horizonte. Posee un sistema de guía y control Marconi TG-2 para las correcciones de vuelo intermedias, cuando el misil vuela guiado por medios externos.
Se ha desarrollado una versión de defensa costera, que ha sido adquirido por Egipto. Hoy en día muchos países utilizan este misil en alguna de sus variantes: Arabia Saudita, Egipto, Italia, Libia, Nigeria, Kuwait, Perú y Venezuela. Sin embargo, en ninguno de estos países el misil ha entrado en combate.

## Versión MILAS
Un camino distinto llevó al desarrollo del MILAS, una variante antisubmarina del Otomat Mk2. Es más grande que Otomat, 6 m (20 pies) de largo y 800 kg (1800 lb), y lanza un torpedo MU90 con un alcance de más de 35 kilómetros (19 millas náuticas). Comenzó en 1986 como un programa franco-italiano para un misil capaz de lanzar un torpedo antisubmarino ligero . El primer lanzamiento de prueba tuvo lugar en 1989, y en 1993 se realizaron diez lanzamientos más con torpedos instalados. Las pruebas finalizaron en 1999, pero en aquel momento Francia había perdido interés en el sistema, aunque inicialmente había propuesto la idea como sustituto del su propio sistema Malafon. Así, Milas entró en servicio en 2002 sólo en la Armada italiana, después de casi 20 años de desarrollo. Milas es un sistema día/noche para todo clima que puede colocar un torpedo en el agua a 35 km de su plataforma de lanzamiento en tres minutos y actualizar su punto de impacto en vuelo.
Los misiles Milas están en servicio en los dos destructores de la clase Durand de la Penne y en las cuatro fragatas antisubmarinas clase FREMM de la Armada italiana.
La única otra variante en servicio es una versión de defensa costera comprada por Egipto y Arabia Saudita, y encargada por Irak pero nunca entregada a ese país. Todos los componentes electrónicos necesarios están montados en un remolque, así como lanzadores de misiles gemelos, lo que lo convierte en un sistema de alta movilidad. Aun así, Irak había planeado desplegarlo en sitios blindados fijos.

## Operadores

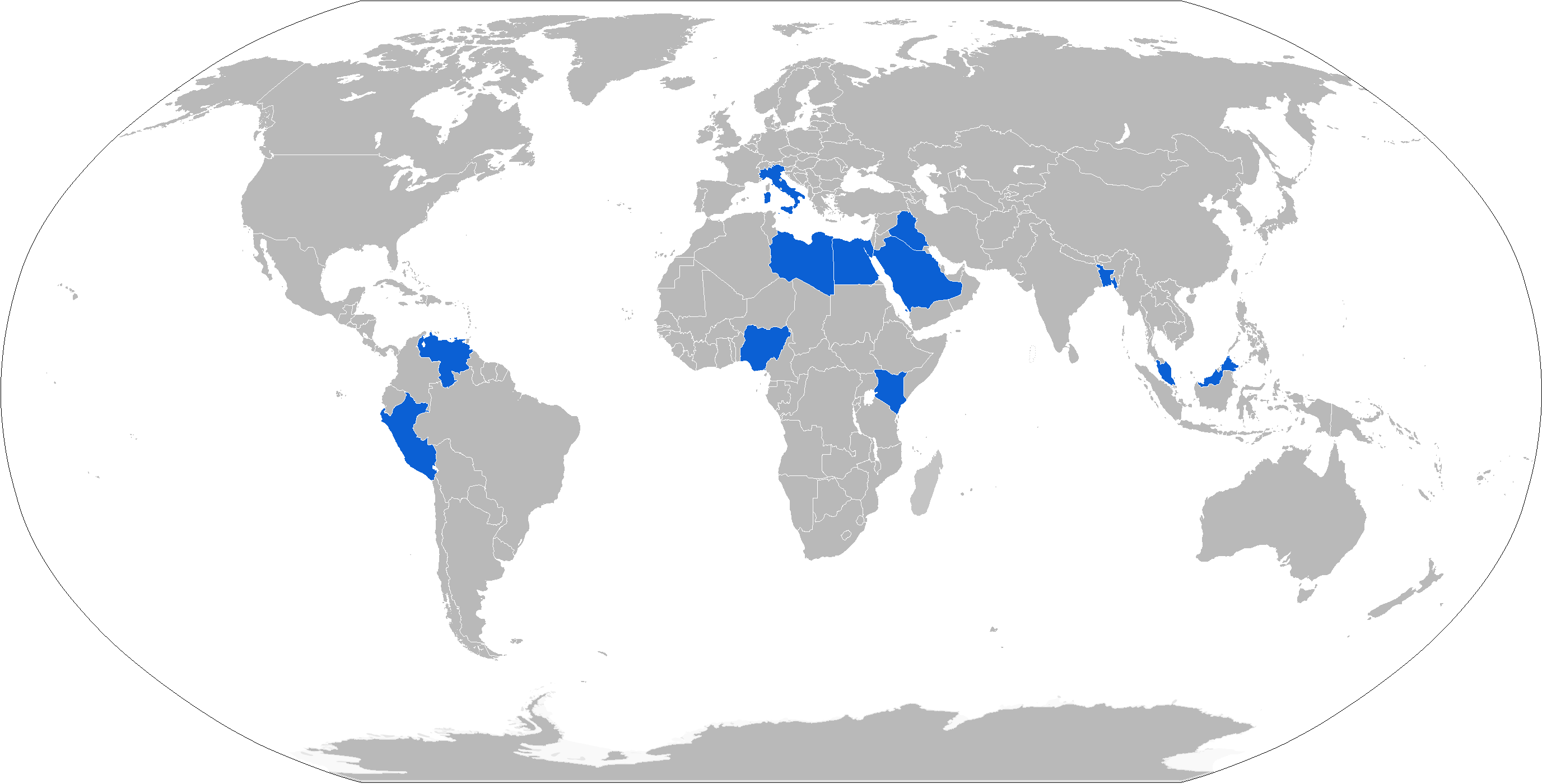
Mapa con operadores Otomat en azul.

Italia
- Marina Militare

 Libia
- Armada de Libia

 Perú
- Marina de Guerra del Perú

 Venezuela
- Armada Nacional de Venezuela

 Egipto
- Armada egipcia

 Malasia
- Real Armada de Malasia

 Bangladés
- Marina de Bangladés

 Nigeria
- Marina de Nigeria

 Arabia Saudita
- Marina de Arabia Saudita

 Irak
- Marina iraquí